# Nguyễn Thủ Tiệp

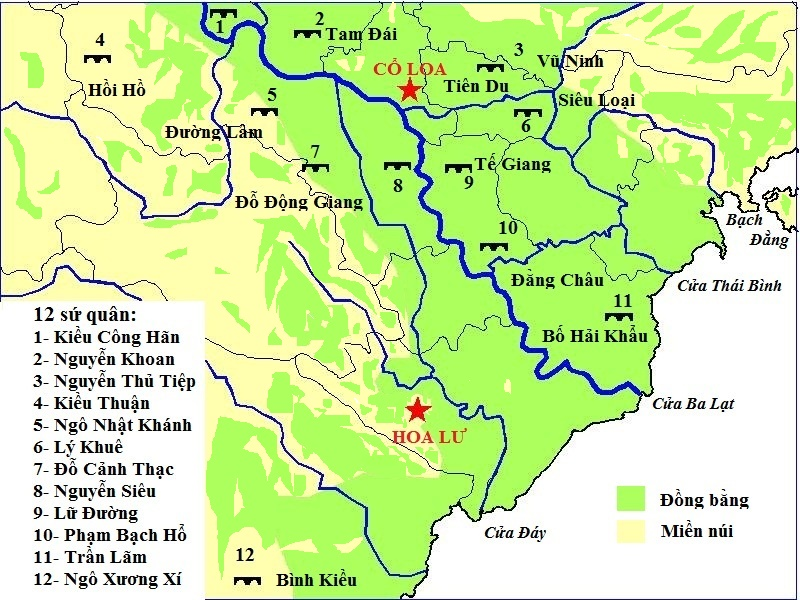
Sơ đồ vị trí 12 sứ quân

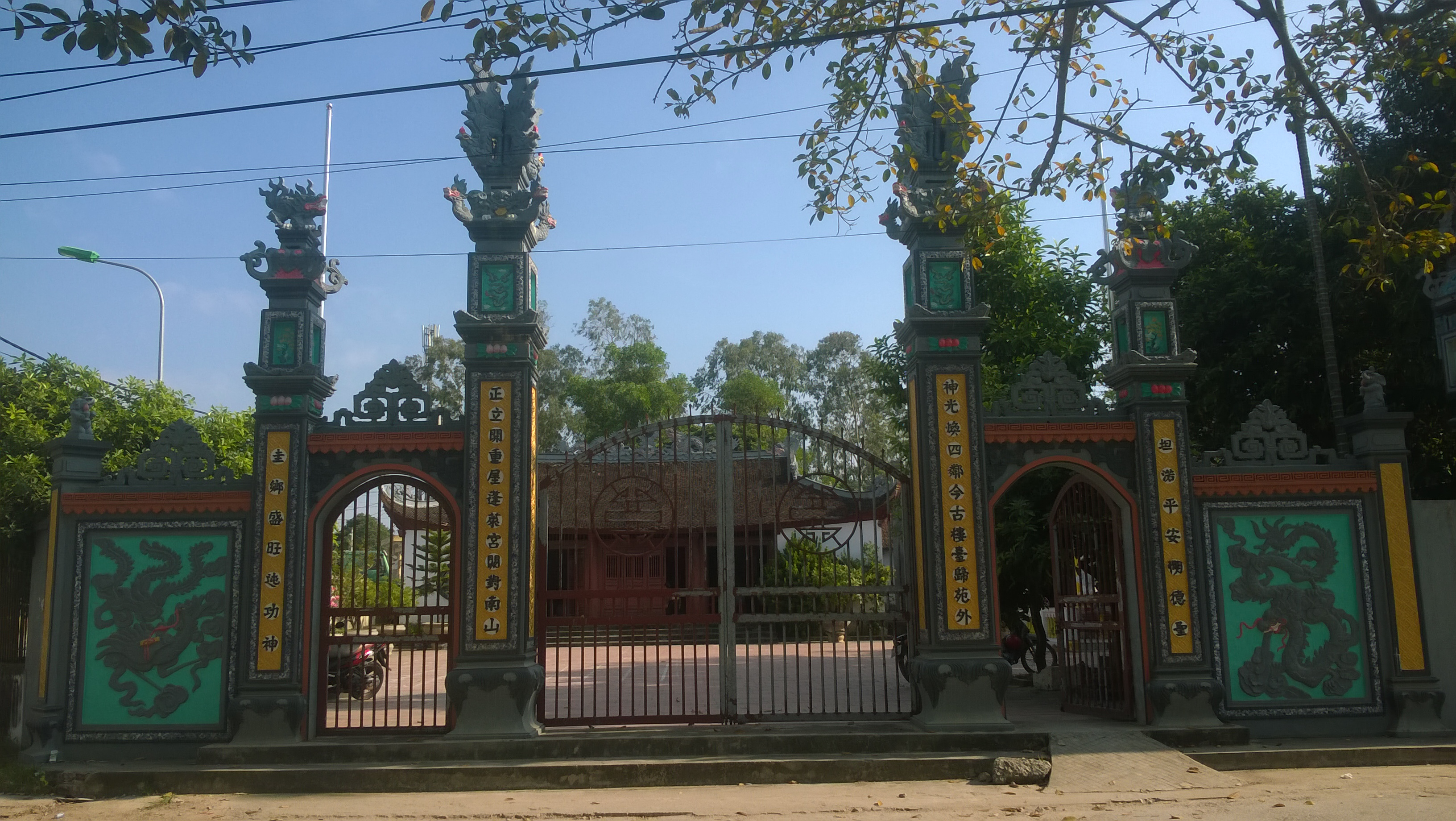
Đình Ném Đoài ở Khắc Niệm, Bắc Ninh

Nguyễn Thủ Tiệp (chữ Hán: 阮守捷; 908 - 967) hiệu Nguyễn Lệnh công (阮令公) hoặc Vũ Ninh vương (武宁王), là một thủ lĩnh thời Loạn 12 sứ quân cuối triều nhà Ngô trong lịch sử Việt Nam.
Là một sứ quân có tham vọng, sau khi gây dựng Nguyễn Xá trang ở Tiên Du để xưng là Nguyễn Lệnh công, Nguyễn Thủ Tiệp tiếp tục mở rộng ra địa bàn lân cận và xưng là Vũ Ninh vương (giống tên gọi một vị vua thời Tam quốc Triều Tiên trước đó). Vũ Ninh vương có địa bàn chiếm giữ ở châu Vũ Ninh, vùng đất bên sông Lục Đầu Giang thuộc Bắc Ninh và Hải Phòng ngày nay.

## Thân thế
Theo Khâm định Việt sử Thông giám cương mục, Nguyễn Thủ Tiệp còn một tên hiệu nữa là Ba An quân (巴安君), mình dài tiếng to, ai nghe thấy tiếng nói cũng phải giật mình, người ta gọi là ông Sấm (Lôi Công). Đến khi khởi binh, Thủ Tiệp tự xưng là Lệnh Công, đóng giữ huyện Tiên Du, sau đánh đuổi Thứ sử Dương Huy, lấy cả Vũ Ninh, tự xưng là Vũ Ninh vương, giống tên hiệu một vị vua trong thời kì Tam Quốc Triều Tiên.
Theo thần phả và theo nhà nghiên cứu Nguyễn Danh Phiệt, thì Nguyễn Thủ Tiệp cùng với 2 sứ quân khác là Nguyễn Khoan và Nguyễn Siêu là 3 anh em, tổ tiên vốn là người Phúc Kiến di cư vào Tĩnh Hải quân. Về ba anh em sứ quân họ Nguyễn: Nguyễn Khoan, Nguyễn Thủ Tiệp, Nguyễn Siêu, theo thần tích xã Văn Uyên và xã Đông Phù Liệt, Thanh Trì, Hà Nội thì họ là cháu của Nguyễn Hãng – một danh tướng Bắc triều. Con của Nguyễn Hãng là Nguyễn Nê đem quân sang nước Việt đòi họ Khúc triều cống.
Nguyễn Nê dựng bản doanh ở Thành Quả lấy vợ Việt sinh ra ba con trai vào các năm 906, 908 và 924. Sau khi Nguyễn Nê chết, ba anh em tranh nhau giữ binh quyền, theo mẹ ở nước Việt gây nghiệp, người nào cũng nhiều của cải, nhiều quân quyền. Cũng như các anh em của mình, ông cũng là thủ lĩnh địa phương thời Ngô Quyền, chiếm giữ vùng Tiên Du (Bắc Ninh) vào khoảng năm 945.

## Vũ Ninh vương
Sau khi Ngô Quyền qua đời vào năm 944, Dương Tam Kha cướp ngôi nhà Ngô. Các tướng lĩnh và thổ hào địa phương các nơi không chịu thuần phục, nổi lên cát cứ một vùng và đem quân đánh chiếm lẫn nhau.
Nguyễn Thủ Tiệp tự xưng là Nguyễn Lệnh công, chiếm giữ Tiên Du. Tại đây, ông trở thành một sứ quân quyền lực với nhiều tài sản, có trang trại lớn gọi là Nguyễn Xá Trang. Theo một số ghi chép thì Nguyễn Thủ Tiệp đã về vùng núi Bát Vạn đắp thành lập lũy tạo thành căn cứ quân sự của mình. Thành cổ núi Bát Vạn hiện vẫn còn dấu tích ở xã Phật Tích, huyện Tiên Du với nhiều giai thoại về cuộc đời và sự nghiệp của sứ quân Nguyễn Thủ Tiệp.
Theo Việt sử kỷ yếu, Bọn Đỗ Cảnh Thạc, Kiều Tri Hựu, Dương Huy và Ngô (hay Lữ) Xử Bình, đều là tướng tá của Nam Tấn vương, tranh nhau làm vua sau khi Ngô Xương Văn chết, đều không thành, rồi mỗi người đi chiếm giữ một nơi. Nguyễn Thủ Tiệp đánh Dương Huy, chiếm quận Vũ Ninh, làm chủ cả vùng đất rộng.
Sau khi mở rộng thực ấp, lấy cả châu Vũ Ninh, ông tự xưng là Vũ Ninh vương (武宁王). Nguyễn Thủ Tiệp phong cho Nguyễn Quốc Khanh là Đại tướng quân, thống lĩnh toàn bộ binh sĩ.

## Bị đánh dẹp
Sau khi 2 anh em của mình là Nguyễn Khoan và Nguyễn Siêu lần lượt bị Đinh Bộ Lĩnh đánh tan và giết chết, Nguyễn Thủ Tiệp bèn liên kết với sứ quân Lý Khuê ở Siêu Loại để chống trả. Cuối năm 967, Đinh Bộ Lĩnh để Đinh Điền cùng mấy tướng trẻ, ở lại giữ Tam Đái và Phong Châu, còn mình và con cả là Đinh Liễn, đem binh thuyền xuôi sông Hồng, sông Đuống xuôi dòng tiến đánh cả Nguyễn Thủ Tiệp và Lý Khuê.
Cánh quân Đinh Bộ Lĩnh hội cùng với cánh quân của Nguyễn Bặc từ Thanh Oai lên, tấn công từ Cổ Loa tiến thẳng vào Tiên Du. Đinh Liễn thì từ sông Đuống vòng theo phía sau lưng, chặn đường không cho quân của Lý Khuê ở Siêu Loại đến tiếp ứng.
Khi quân Hoa Lư bao vây tiến đánh căn cứ Tiên Du, thành vỡ, tướng của Nguyễn Thủ Tiệp là Nguyễn Quốc Khanh giả làm thầy lang, đeo bọc thuốc chạy trốn, bị bắt ở bến đò No, sau đó bị Đinh Bộ Lĩnh chém đầu.
Căn cứ theo thần tích làng Tiên Xá, Bắc Ninh thì Nguyễn Thủ Tiệp dẫn quân tháo chạy về Cần Hải (Cửa Cồn, Quỳnh Lưu, Nghệ An) đánh nhau vài trận rồi chết ở trang Hương Ái (nay thuộc khu vực núi Mộ Dạ, Nghệ An).
Sau khi bị Đinh Bộ Lĩnh đánh dẹp, vùng đất chiếm đóng của ông thuộc Đạo Bắc Giang, một trong mười đơn vị hành chính của quốc gia Đại Cồ Việt thời Đinh.

## Được lập đền thờ

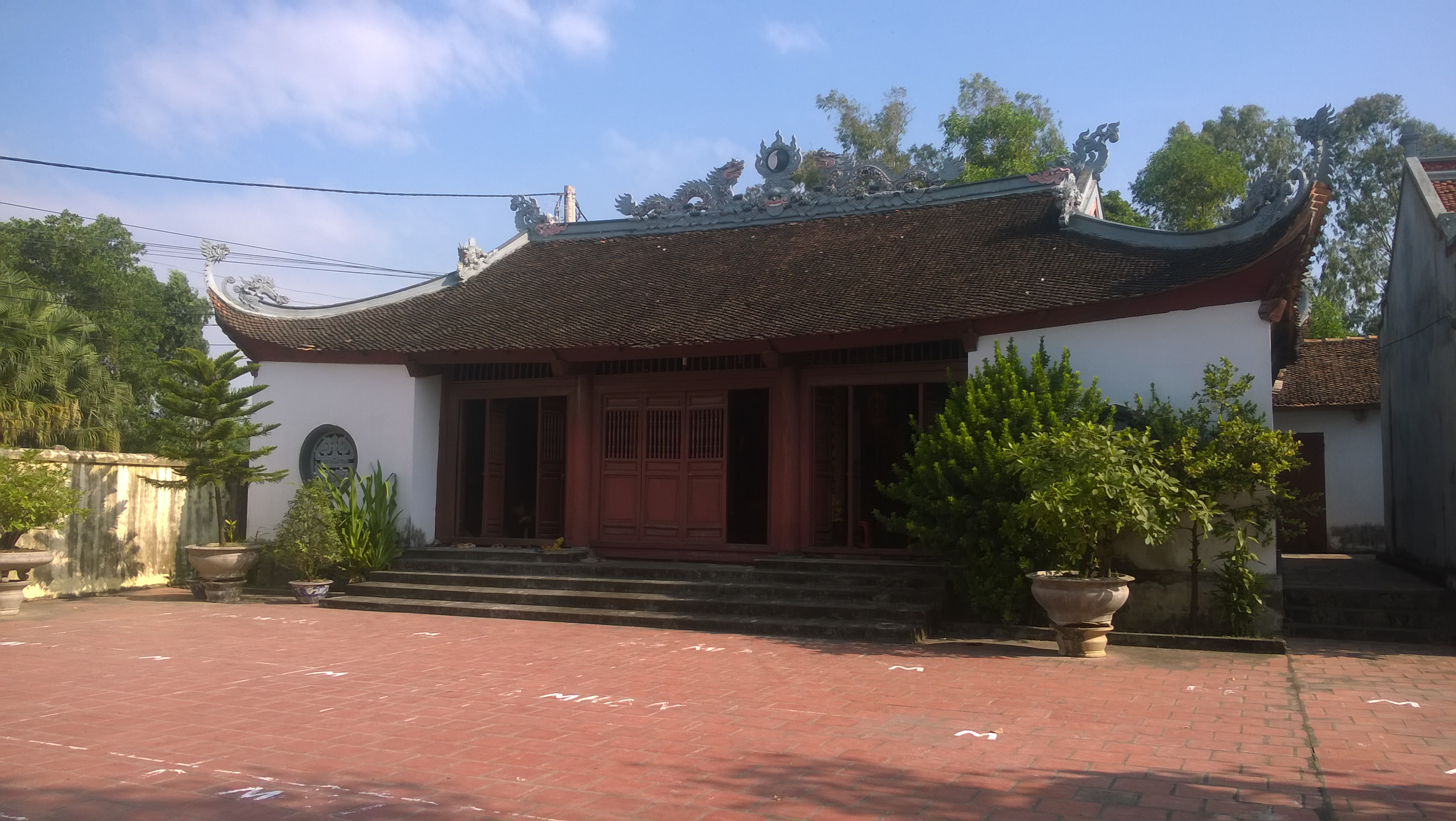
Đình làng Ném Đoài ở Khắc Niệm, Tp Bắc Ninh

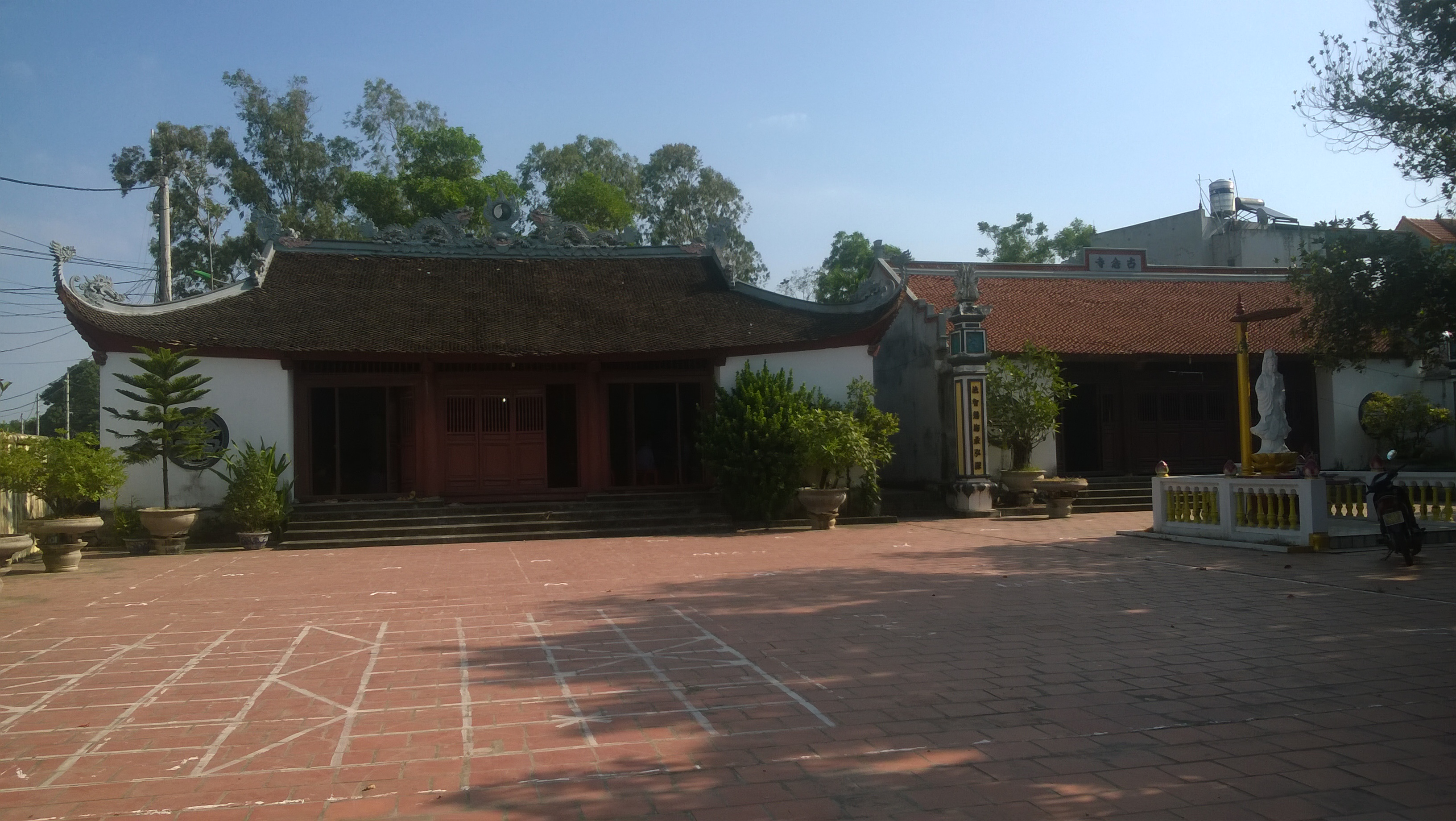
Cụm di tích đình chùa làng Ném Đoài

Do có công cai quản, lập ấp và giữ vững ổn định ở vùng đóng quân, Nguyễn Thủ Tiệp được lập nhiều đền thờ ở phường Hạp Lĩnh và đình Phúc Nghiêm, xã Phật Tích, tỉnh (Bắc Ninh).
Cụm di tích đình, chùa làng Ném Đoài, phường Hạp Lĩnh là nơi quy mô nhất thờ Nguyễn Thủ Tiệp. Nhân dân làng Ném Đoài lập đền thờ ông là thượng đẳng thần với vai trò vị thần lập làng. Năm 1982 ngôi đền được cải tạo lại, nằm liền kề với chùa Cổ Niệm trong một khuôn viên. Nhà đền lưu giữ một số hiện vật có giá trị như: Một lư hương sành thời Lê, hai chóe đựng nước cúng, một bộ bát bửu, tượng Nguyễn Thủ Tiệp tạc năm 1937, một thần tích bản sao, khắc gỗ năm 1932 và một số đồ thờ khác. Cổ Niệm tự là ngôi chùa Nguyễn Thủ Tiệp phát tâm xây dựng. Lễ hội lớn nhất trong năm ở Ném Đoài là lễ hội kỷ niệm ngày sinh Thành hoàng Nguyễn Thủ Tiệp từ mồng 4 đến 11 tháng Giêng âm lịch.
Trên địa bàn phường Hạp Lĩnh còn đình làng Đông hay đình Khu Đông cũng là nơi thờ tướng quân Nguyễn Thủ Tiệp. Khu phố Đông với khu phố Đoài xưa kia chung 1 ngôi đình nằm ở giữa 2 làng, nay nằm ở vị trí trường Tiểu học. Ngôi đình chung xưa kia có quy mô to lớn, nhưng đã bị tiêu thổ trong kháng chiến chống Pháp. Năm 2010, đình mới được xây dựng trên khu đất mới như ngày nay.
Ngôi đình Hạp Lĩnh và đình làng Tiên Xá thờ thành hoàng là sứ quân Nguyễn Thủ Tiệp. Theo thần tích, cha ông vốn là người ở Phúc Kiến, Trung Quốc, nhân đến sang dẹp loạn ở Tĩnh hải quân lấy vợ người Việt mà sinh ra anh em ông, khi trưởng thành ông thấy vùng Tiên Du là nơi thắng địa bèn dựng trang trại, lập ra Nguyễn Xá Trang. Người trong vùng thường gọi ông là Ba An Thái lão quân Nguyễn Lệnh Công. Sau Đinh Bộ Lĩnh sai Nguyễn Bặc đem quân đến đánh, ông thua trận phải rút quân chạy vào Nghệ An, đánh nhau vài trận và mất ở đó.
Đình Phúc Nghiêm, xã Phật Tích được xây dựng vào thời Lê Sơ, thờ Thành hoàng Nguyễn Thủ Tiệp, là một trong 12 sứ quân có công chiêu binh dẹp loạn, bảo vệ dân làng thoát cảnh loạn ly. Đình Phúc Nghiêm nằm cách đình Tiên Xá khoảng 8 km, thuộc huyện Tiên Du. Gần đình là dấu tích thành cổ núi Bát Vạn do Nguyễn Thủ Tiệp xây dựng. Đến thời Lê Trung Hưng, đình được trùng tu và mở rộng với quy mô lớn. Ngôi đình cổ là tòa đại đình lớn gồm 5 gian, mái ngói đao cong, bộ khung gỗ lim, chạm khắc tinh xảo, nghệ thuật. Hiện đình có kiến trúc kiểu chữ "Đinh" gồm 5 gian tiền tế và 3 gian hậu cung, bộ khung gỗ chạm khắc nghệ thuật, mang phong cách truyền thống. Đình Phúc Nghiêm còn bảo lưu được một số tài liệu sưu tầm và cổ vật như bia đá, thần tích, thần sắc sao chụp. Đình là trung tâm sinh hoạt văn hóa tâm linh của nhân dân địa phương. Hội đình (17-2 Âm lịch) hàng năm vẫn giữ được những nét truyền thống với nghi thức tế lễ và các hoạt động văn hóa văn nghệ thể thao như: vật, đu tiên, hát Quan họ, diễn tuồng, chèo…